# Simson Schwalbe
El Simson Schwalbe era un ciclomotor fabricado en la República Democrática Alemana por la empresa estatal VEB Fahrzeug- und Jagdwaffenwerk Simson de la localidad de Suhl (Turingia). Montaba un motor monocilíndrico de dos tiempos de 49,9 cc, 2,7kW de potencia y 3 o 4 velocidades según la serie. Pesaba en vacío entre 79 y 81,5 kilos. Su velocidad máxima era de 60 km/h.

## Historia
El primer modelo vio la luz en 1964 bajo el nombre de KR51 (KR significa Klein Roller, pequeño escúter) y la denominación comercial "schwalbe" (golondrina). El KR51 era la evolución del Simson KR50, que se fabricó desde 1958 hasta 1964. En total hubo tres series y nueve modelos del Simson Schwalbe entre 1964 y 1986, ese año la empresa empezó a fabricar el Simson SR50 con un nuevo diseño más moderno. Se fabricaron 1.058.300 de ciclomotores Simson Schwalbe. 
Era un vehículo muy popular en la Alemania del este ya que para el germanoriental medio era difícil y costoso conseguir un automóvil. Algunas unidades se exportaron a países vecinos pertenecientes al COMECON como Polonia, Checoslovaquia y Hungría. A este último país se exportó una versión especial con la velocidad limitada a 40 km/h.  Todavía hoy es relativamente común encontrarlos circulando por la calle y para muchos es considerado un vehículo de culto.

## Schwalbe eléctrico
En 2017 GOVECS, un fabricante de motocicletas eléctricas con sede en Múnich, lanzó al mercado el Elektro Schwalbe, un scooter eléctrico cuyo diseño se basa en el antiguo Simson Schwalbe. Tiene una velocidad máxima de 90 km/h y una autonomía de 90 km. Este modelo se ha popularizado como motocicleta compartida en Berlín.

## Enlaces
- Wikimedia Commons alberga una categoría multimedia sobre Simson Schwalbe.
- ddrmoped.de
- schwalbennest.de
- schwalben-welt.de
- schwalbepilot.de
- zweiradmuseum-mv.de: Zweiradmuseum in Mecklenburg Vorpommern
- myschwalbe.com